# L'Enfance de l'art
L'Enfance de l'art je francouzský hraný film z roku 1988, který režíroval Francis Girod podle vlastního scénáře. Snímek měl světovou premiéru na filmovém festivalu v Cannes dne 22. května 1988.

## Obsazení
| Clotilde de Bayser  | Marie       |
| Michel Bompoil      | Simon       |
| Anne-Marie Philipe  | Régine      |
| Yves Lambrecht      | Jean-Paul   |
| Marie-Armelle Deguy | Ludivine    |
| Régine Cendre       | Martine     |
| Bruno Wolkowitch    | Samuel      |
| Vincent Vallier     | Philippe    |
| André Dussollier    | Luc Ferrand |
| Laurence Masliah    | Valérie     |
| Olivia Brunaux      | Lydia       |
| Azize Kabouche      | Omar        |